# Медаль «Захиснику Вітчизни»

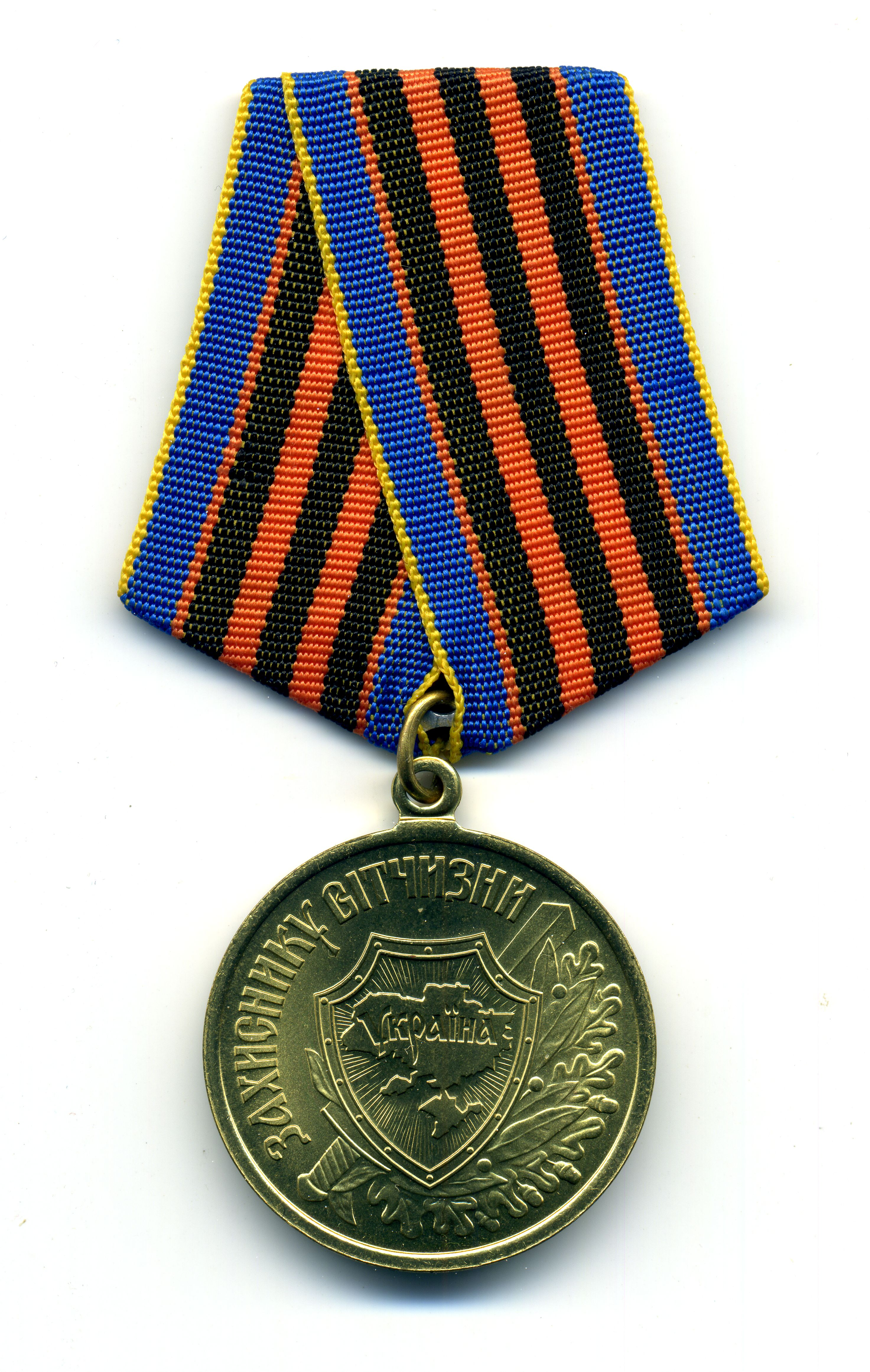
Медаль до 2015 р.

Стрічка медалі до 2015 р.

Меда́ль «Захиснику́ Вітчи́зни»  — державна нагорода України для нагородження ветеранів війни, членів сімей загиблих (померлих) ветеранів війни, членів сімей загиблих (померлих) Захисників і Захисниць України, осіб, які брали участь у визволенні України від фашистських загарбників, та інших громадян України за виявлені у захисті державних інтересів особисті мужність і відвагу, зміцнення обороноздатності та безпеки України.

## Історія нагороди
- 8 жовтня 1999 року Указом Президента України Л. Д. Кучми № 1299/99 на відзначення 55-ї річниці визволення України від фашистських загарбників у Великій Вітчизняній війні 1941—1945 років, за виявлені особисту мужність і відвагу захисників Вітчизни заснована відзнака Президента України — медаль «Захиснику Вітчизни». Указом також затверджені Положення про відзнаку та опис медалі.

- 16 березня 2000 року Верховна Рада України прийняла Закон України «Про державні нагороди України», у якому була встановлена державна нагорода України — медаль «Захиснику Вітчизни». Було установлено, що дія цього Закону поширюється на правовідносини, пов'язані з нагородженням осіб, нагороджених відзнаками Президента України до набрання чинності цим Законом; рекомендовано Президентові України привести свої укази у відповідність із цим Законом.

- 30 січня 2015 року Президент України Петро Порошенко підписав Указ № 41/2015 «Про медаль „Захиснику Вітчизни“», яким затвердив нове Положення про медаль та малюнок медалі. Була змінена форма колодки медалі з традиційної для радянських нагород п'ятикутної на притаманну сучасній українській системі нагород прямокутну; змінені кольори стрічки, що раніше нагадували Гвардійську стрічку. Указ 1999 року був визнаний таким, що втратив чинність.

- 24 березня 2022 року Верховна Рада України прийняла Закон України «Про внесення змін до деяких законодавчих актів України у зв'язку з внесенням змін до Закону України „Про статус ветеранів війни, гарантії їх соціального захисту“», яким в тому числі поширила можливість нагородження медаллю на членів сімей загиблих (померлих) ветеранів війни, членів сімей загиблих (померлих) Захисників і Захисниць України.[1]

## Нагородження ветеранів
Указом Президента України Л. Д. Кучми № 1329/99 від 14 жовтня 1999 року з нагоди 55-ї річниці визволення України від фашистських загарбників, за мужність і самовідданість, виявлені в боротьбі з фашизмом у роки Великої Вітчизняної війни 1941—1945 років було постановлено нагородити відзнакою Президента України — медаллю «Захиснику Вітчизни»:
- ветеранів війни та осіб, на яких поширюється чинність Закону України «Про статус ветеранів війни, гарантії їх соціального захисту», які проживають в Україні;
- громадян інших держав, які брали участь у визволенні України від фашистських загарбників.

## Положення про медаль «Захиснику Вітчизни»
Нагородження медаллю «Захиснику Вітчизни» здійснюється Указом Президента України.
Вручення медалі «Захиснику Вітчизни» здійснюється Президентом України, керівниками центральних і місцевих органів виконавчої влади, військових формувань, закордонних представників.
Нагородження медаллю «Захиснику Вітчизни» може бути проведено посмертно.
Позбавлення медалі «Захиснику Вітчизни» може бути проведено Президентом України за поданням суду в порядку, встановленому законодавством України, в разі засудження нагородженого за тяжкий злочин.
Разом з медаллю «Захиснику Вітчизни» нагородженому вручається посвідчення встановленого зразка.

Посвідчення до медалі «Захиснику Вітчизни»
Зовнішній вигляд
Внутрішній вигляд

## Опис відзнаки Президента України— медалі «Захиснику Вітчизни»
Медаль «Захиснику Вітчизни» кругла, діаметром 32 мм, виготовляється з латуні. На лицьовому боці зображено щит, меч і напіввінок з лаврового і дубового листя. На щиті — контури державного кордону України і напис «Україна». У верхній частині медалі по колу напис «Захиснику Вітчизни». Всі зображення рельєфні. Медаль обрамлена бортиком.
На зворотному боці медалі — зображення лаврової гілки.
За допомогою кільця з вушком медаль з'єднується з п'ятикутною колодкою, обтягнутою стрічкою. На зворотному боці колодки — застібка для прикріплення до одягу.
Стрічка медалі «Захиснику Вітчизни» шовкова муарова синього кольору. Посередині стрічки п'ять смужок, три чорні і дві оранжеві. Крайні чорні смужки обрамлені вузькими оранжевими смужками. З країв стрічка обрамлена вузькими жовтими смужками. Ширина стрічки — 24 мм.
Планка медалі «Захиснику Вітчизни» являє собою прямокутну металеву пластинку, обтягнуту відповідною стрічкою. Розмір планки: висота — 12 мм, ширина — 24 мм.

### Зміна вигляду нагороди
Указом Президента України Петра Порошенка № 41/2015 від 30 січня 2015 року затверджено нове Положення про медаль «Захиснику Вітчизни» та малюнок медалі. Відповідно до нього були змінені колодка медалі та стрічка: колодка медалі — прямокутна, обтягнута шовковою муаровою стрічкою синього кольору, із двома поздовжніми смужками жовтого кольору на відстані 2 мм від країв та далі — двома смужками сірого кольору. Ширина стрічки — 28 мм, ширина смужок: жовтого кольору — по 2 мм кожна, сірого — по 5 мм кожна. Розмір прямокутної колодки до медалі: висота — 42 мм, ширина — 28 мм. Сама медаль змін не зазнала.

## Послідовність розміщення знаків державних нагород України
- Медаль «Захиснику Вітчизни» — на лівому боці грудей після медалі «За бездоганну службу» І, ІІ, ІІІ ступеня.